# Reprezentacja Związku Radzieckiego na żużlu
Reprezentacja Związku Radzieckiego (Wspólnoty Niepodległych Państw w 1992 r.) na żużlu – grupa żużlowców reprezentujących Związek Socjalistycznych Republik Radzieckich w sportowych imprezach międzynarodowych.
W sezonie 1992, po rozpadzie ZSRR, który miał miejsce rok wcześniej, zawodnicy z byłych republik Związku Radzieckiego startowali jako reprezentanci Wspólnoty Niepodległych Państw.

## Osiągnięcia

### Mistrzostwa świata
Drużynowe mistrzostwa świata
- 2. miejsce (5): 1964, 1966, 1971, 1972, 1975
- 3. miejsce (3): 1967[a], 1969, 1973

Indywidualne mistrzostwa świata
- 2. miejsce (2):
  - 1964 – Igor Plechanow
  - 1965 – Igor Plechanow

Indywidualne mistrzostwa świata juniorów
- 1. miejsce (–):
  - 1986[b] – Ihor Marko
- 2. miejsce (1):
  - 1979[b] – Ajrat Fajzullin
  - 1990 – Rene Aas

### Pozostałe
Indywidualny Puchar Mistrzów
- 2. miejsce (1):
  - 1986 – Wiktor Kuzniecow